# الحزب الجزائري الأخضر للتنمية
حزب الخضر الجزائري للتنمية: هو مشروع قيد التأسيس تمت الفكرة باقتراح من السيد العمري عريف ولخضر مناصرية في 24 فيفري 2012 يتولى أمانته العامة الأعضاء المؤسسون بالتناوب كل سنة

## خطوات التأسيس
وفقا للقانون العضوي رقم 12-04 الوؤرخ في 18 صفر عام 1433ه الموافق ل 12 يناير 2012م المتعلق بالأحزاب السياسية الجريدة الرسمية رقم 02 الصادرة بتاريخ 21 صفر عام 1433ه الموافق ل 15 ينائر 2012م

## قيادته الحالية
سيد عمارة علي

## مؤسسوا مشروع الحزب
- بداوي موفق
- العمري عريف
- لخضر مناصرية
- جيلالي دحماني
- مسعود العلمي
- شلواح عبد المالك
- حسينة ب